# Porzellanfabrik Johann Kronester

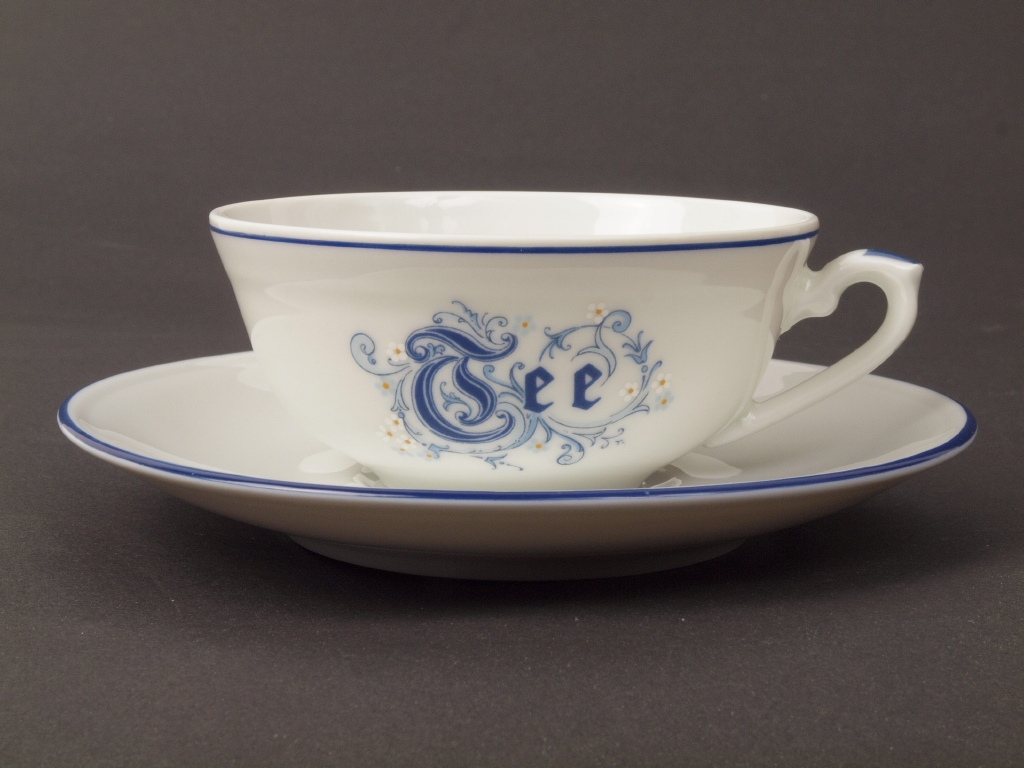
Teetasse mit Untertasse

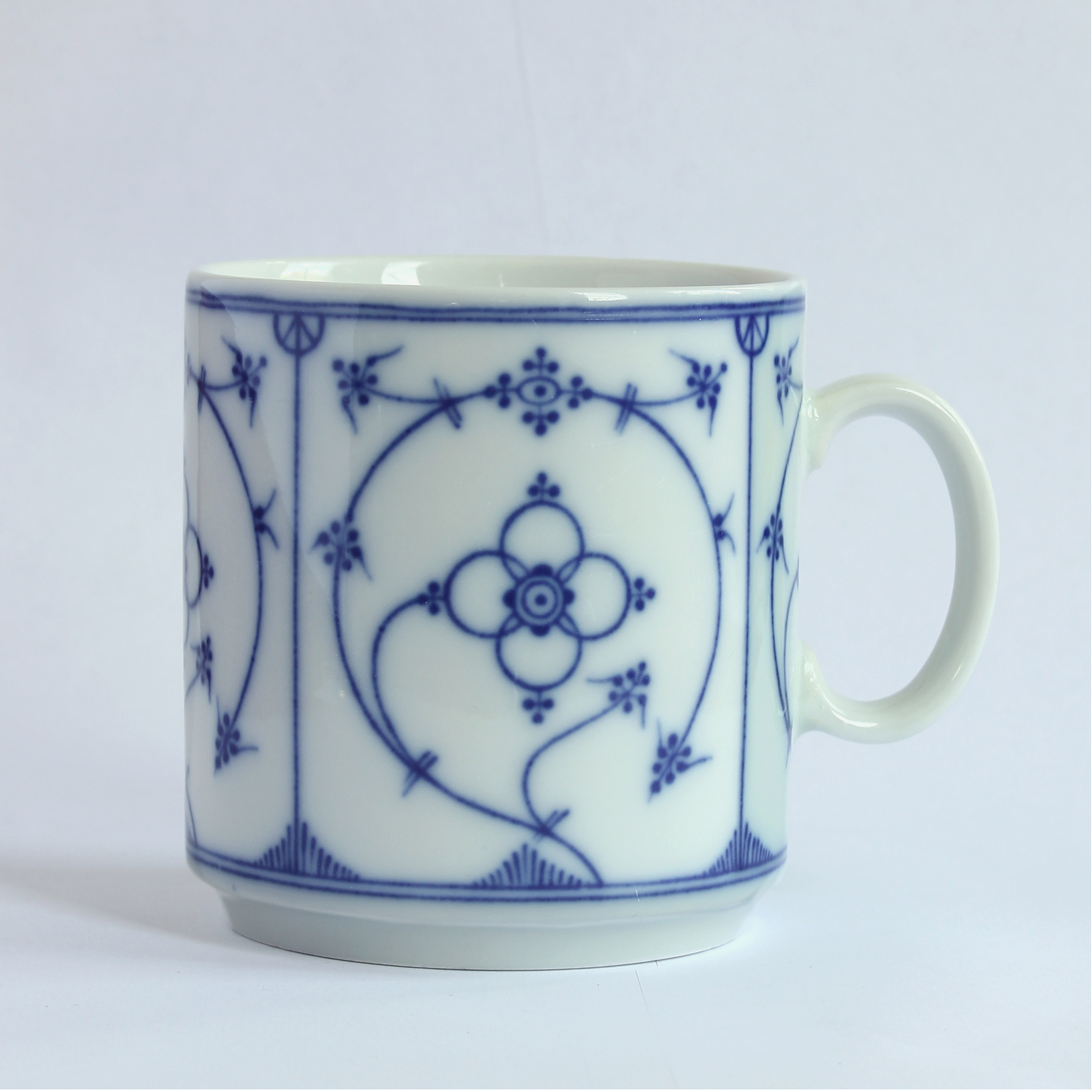
Kaffeebecher Indisch Blau

Die Porzellanfabrik Johann Kronester in Schwarzenbach an der Saale, Oberfranken, wurde 1906 von Johann Kronester (1860–1953) gegründet und durch vier Generationen als Familienunternehmen geführt. Seit 1987 kooperierte sie innerhalb der Arbeitsgemeinschaft Bavaria-Porzellan-Union-GmbH mit anderen mittelständischen Porzellanherstellern. Daraus bildete sich 1993 die SKV-Porzellan-Union, bestehend aus Schirnding, Kronester und Seltmann Vohenstrauß. In der Folge wurden 1997 der Weißbetrieb und Teile des Buntbetriebes an den Standort Schirnding verlagert. Wenig später zog sich die Familie aus der Holding zurück.

## Geschichte
Johann Kronester erhielt im väterlichen Schmiedebetrieb eine Ausbildung zum Maschinenbauer. 1906 gründete er mit den Verwandten Gottlieb Pfeifer und Christof Merkel die offene Handelsgesellschaft J. Kronester & Co. zur Herstellung von Porzellanartikeln. Der Bau ihrer Fabrik schritt zügig voran, bereits 1908 konnte die Produktion anlaufen. Zunächst verfügte der Betrieb nur über zwei Rundöfen statt der üblichen drei. Kronester produzierte zu dieser Zeit sowohl Haushaltsgeschirr als auch Elektroporzellan wie Isolatoren.
Im November 1922 wurde die Firma in eine GmbH umgewandelt. Das Stammkapital betrug 480.000 Mark. 1932 wurde das zahlungsunfähige Eisenwerk im benachbarten Martinlamitz übernommen und zu einem Zulieferer für die Motoren- und Kugellagerindustrie umgebaut.
Am 30. Dezember 1936 wandelte eine Generalversammlung die GmbH in eine oHG um, mit den Brüdern Erwin, Alfred und Paul Kronester als Gesellschafter. Ende 1938 wurden zwei moderne Tunnelöfen (Schrüh- und Glattbrand) errichtet, dessen Konstruktion weitgehend auf interner Sachkunde beruhte. Während des Zweiten Weltkrieges drohte die Stilllegung des Werks, weil die Produktion von technischer Keramik längst eingestellt worden war, man also keine kriegswichtigen Fabrikate vorzuweisen hatte. Die Schließung konnte abgewendet werden, vermutlich auch weil Reichsarbeitsdienst und Wehrmacht zu den Hauptabnehmern gehörten.
Nach dem Krieg lieferte der vor allem für Lorenz Hutschenreuther tätige Designer Hans Achtziger Entwürfe. Das Service Ulrike gehörte bis in die 1980er Jahre zu den Bestsellern. Im Aufschwung der 1950er Jahre wurden das Verwaltungsgebäude erweitert, eine Generatorenanlage, ein Kohlen- und ein Tonlager neu errichtet. Das florierende Geschäft schlug sich in der Anschaffung einer Flüssiggasanlage nieder. 1986 folgten ein Schnellbrandofen für den Dekorbrand und ein Tellerdüsentrockner, schließlich automatisierte Taktstraßen für Teller und Becher.
Am 1. Juli 1975 erfolgte die Umstrukturierung zu einer Kommanditgesellschaft.